# Kimberly Wyatt

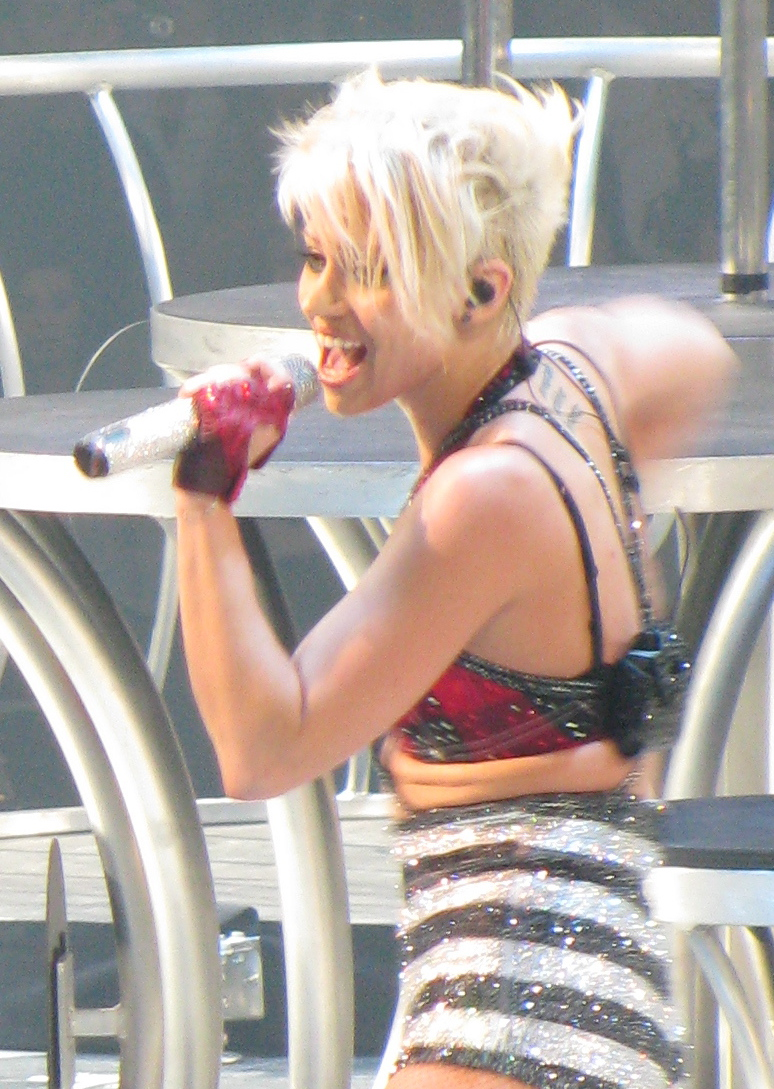
Kimberly Wyatt (2009)

Kimberly Kaye Wyatt (* 4. Februar 1982 in Warrensburg, Missouri) ist eine US-amerikanische Sängerin, Tänzerin und Choreografin. Sie wurde als Mitglied der amerikanischen Pop-Gruppe Pussycat Dolls bekannt, der sie seit 2002 angehört.

## Biografie

### 1982–2003: Jugend und Anfänge
Wyatt wurde in Warrensburg, Missouri geboren, einer Universitätsstadt in der Nähe von Kansas City. Ihr Vater ist Trucker. Kimberly Wyatt begann im Alter von sieben Jahren zu tanzen. Als sie 14 war, bekam sie ein Stipendium, um in New York’s Joffrey Ballet und dem Broadway Dance Center zu tanzen. Mit 17 schloss sie die High School ab und flog nach Las Vegas, um für Casinoshows vorzutanzen. Sie arbeitete in einer Revue auf dem Kreuzfahrtschiff Explorer of the Seas.
Kimberly Wyatt wohnt in Los Angeles, Kalifornien. Sie ist aktiv in Sozialprojekten und Befürworterin und Spenderin für RAINN.

### 2003–2010: The Pussycat Dolls

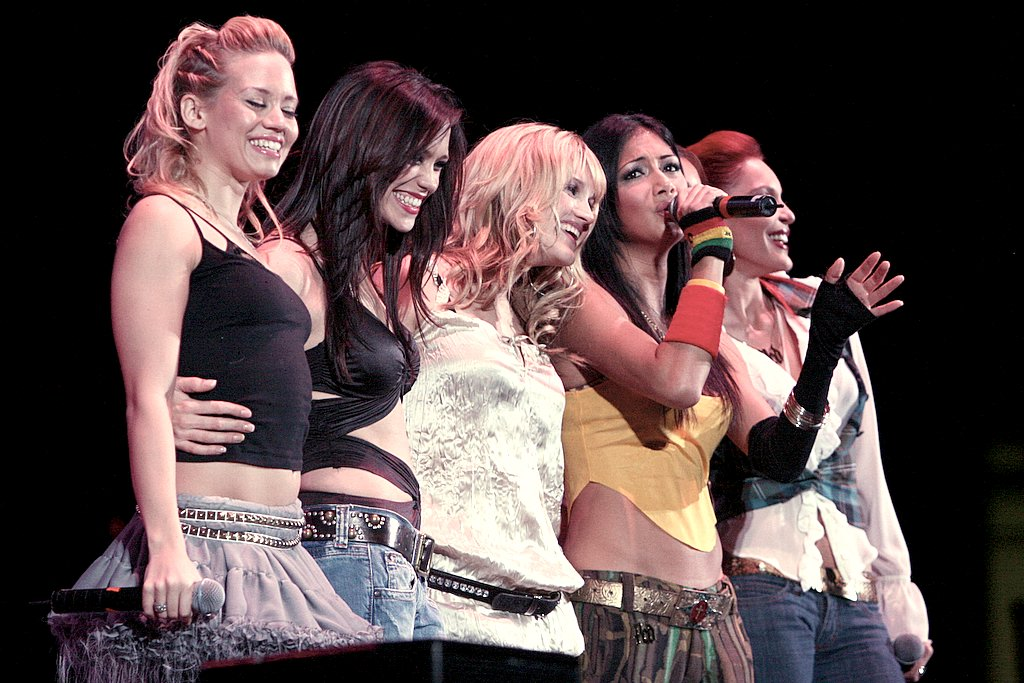
Die Pussycat Dolls (v. l.: Kimberly Wyatt)

2001 zog sie trotz eines Angebotes der Hubbard St. Dance Company in Chicago nach Los Angeles, um ihre Tanzkarriere fortzusetzen. 2002 wurde Kimberly Wyatt eine der Tänzerinnen der Comedy Sketch Show Cedric the Entertainer Presents.
2003 hatte Kimberly Wyatt einen Auftritt in dem The-Black-Eyed-Peas-Musikvideo zur Single Shut Up mit ihrer Kollegin Carmit Bachar und war die Choreografin sowie Tänzerin eines Musikvideos für Nick Lacheys Solosingle. Während der Dreharbeiten fragte sie der Gründer der Pussycat Dolls Robin Antin, ob sie der Gruppe beitreten möchte.
Ihr Markenzeichen ist der Spagat, den sie in den meisten Videos der Pussycat Dolls vorführte. Aufgrund des stehenden „Oversplit“ bekam sie den Spitznamen „Flexy Doll.“ Kimberly Wyatts erste und einzige heraushörbaren Soloparts bei den Pussycat Dolls bekam sie bei dem Titel „Don't Wanna Fall in Love“ für die erweiterte Version des zweiten Albums Doll Domination. Nach Jessica Sutta war Kimberly Wyatt das zweite Mitglied, das am 26. Februar 2010 seinen Austritt aus der Gruppe bekanntgab.

### 2010–2018: Solokarriere
Kimberly Wyatt war 2010 einer der drei Juroren der Sky 1's Tanzshow Got to Dance. Gemeinsam mit Aggro Santos produzierte Kimberly Wyatt den Song „Candy“. Der Song erschien am 2. Mai 2010 und gehörte zum Soundtrack von StreetDance 3D, dem ersten 3D-Tanzfilm.
Bevor sie bekanntgab, die Pussycat Dolls zu verlassen, erklärte sie Digital Spy, dass sie ihr erstes Soloalbum aufnähme und bestätigte, dass sie mit Missy Elliott verhandele und bereits mit Paul Wall, Baby Bash und Produzenten von „The Cold Chamber“ wie Mickaël arbeite. In einem Interview gab sie bekannt, dass sich in ihrem Album Electro-, Pop- und Dance-Elemente wiederfinden werden. Im November 2009 spielte sie den Song „Love Me Tonight (For Now)“ ein, den sie gemeinsam mit Paul Wall produzierte. Der Song wurde von Mickaël produziert. Kimberly Wyatt veröffentlichte auch die zwei Tracks „Kiss And Tell“ und „Getaway“, die beide von Mickaël produziert wurden. Am 5. März 2010 veröffentlichte sie den Song „Not Just a Doll“. Sie arbeite auch an einem Soloalbum eines Dance-Projekts, das den Titel „Her Majesty and the Wolves“ habe.

### Seit 2019: Comeback mitThe Pussycat Dolls
Im November 2019 gaben Wyatt und vier ihrer früheren The-Pussycat-Dolls-Kolleginnen bekannt, ein Comeback inklusive Großbritannien-Tour und einem Auftritt im X-Factor-Finale zu starten.

## Diskografie

### Singles
- 2010: Candy (mit Aggro Santos)
- 2010: Not Just a Doll

## Fernsehauftritte
| Jahr | Titel                           | Rolle              |
| ---- | ------------------------------- | ------------------ |
| 2002 | Cedric the Entertainer Presents | Tänzerin           |
| 2004 | Starsky & Hutch                 | Nachtclub-Tänzerin |
| 2004 | 13 Going on 30                  | Tänzerin           |
| 2005 | Be Cool                         | Pussycat Doll      |
| 2008 | Celebracadabra                  | Sie selbst         |
| 2009 | Just Dance                      | Tänzerin           |
| 2009 | Poor Paul                       | Schauspielerin     |
| 2010 | Got to Dance                    | Juror              |